# Leichtathletik-Weltmeisterschaften 2009/Teilnehmer (Haiti)
| Gelbes Symbol für Goldmedaillen mit stilisierten Olympischen Ringen | Graues Symbol für Silbermedaillen mit stilisierten Olympischen Ringen | Braundes Symbol für Bronzemedaillen mit stilisierten Olympischen Ringen |
| ------------------------------------------------------------------- | --------------------------------------------------------------------- | ----------------------------------------------------------------------- |
| —                                                                   | —                                                                     | —                                                                       |

Der Leichtathletik-Verband Haitis stellte zwei Athleten bei den Leichtathletik-Weltmeisterschaften 2009 in Berlin.

## Ergebnisse

### Männer

#### Laufdisziplinen
| Athlet       | Disziplin | Vorlauf     | Vorlauf | Halbfinale     | Halbfinale | Finale             | Finale             |
| Athlet       | Disziplin | Zeit        | Platz   | Zeit           | Platz      | Zeit               | Platz              |
| ------------ | --------- | ----------- | ------- | -------------- | ---------- | ------------------ | ------------------ |
| Moise Joseph | 800 m     | 1:46,68 min | 12      | 1:45,87 min SB | 9          | nicht qualifiziert | nicht qualifiziert |

#### Sprung/Wurf
| Athlet      | Disziplin  | Qualifikation | Qualifikation | Finale             | Finale             |
| Athlet      | Disziplin  | Weite/Höhe    | Platz         | Weite/Höhe         | Platz              |
| ----------- | ---------- | ------------- | ------------- | ------------------ | ------------------ |
| Samyr Lainé | Dreisprung | 16,34 m       | 29            | nicht qualifiziert | nicht qualifiziert |